# Zdzisław Tarkowski
Zdzisław Tarkowski (ur. 3 sierpnia 1932 w Kuźnicy Grodziskiej, zm. 2 marca 2021) – polski polityk, poseł na Sejm PRL IX kadencji.

## Życiorys
Radny Gminnej Rady Narodowej w Koniecpolu i przewodniczący Komisji Rolnej Handlu i Usług. Radny Powiatowej Rady Narodowej we Włoszczowie. Przewodniczący rady sołeckiej w Kuźnicy Grodziskiej. Wiceprezes Wojewódzkiego Związku Rolników, Kółek i Organizacji Rolniczych w Częstochowie. W latach 1985–1989 pełnił mandat posła na Sejm PRL IX kadencji w okręgu Częstochowa z ramienia Zjednoczonego Stronnictwa Ludowego. Zasiadał w Komisji Górnictwa i Energetyki oraz w Komisji Obrony Narodowej. Otrzymał Brązowy Krzyż Zasługi i Medal 40-lecia Polski Ludowej.
Pochowany na cmentarzu parafialnym.